# Micho Dukow
Micho Iwanow Dukow (bg. Михо Иванов Дуков; ur. 29 października 1955 w Sziwaczewie) – bułgarski zapaśnik walczący w stylu wolnym. Dwukrotny olimpijczyk. Srebrny medalista z Moskwy 1980 i czwarty w Montrealu 1976. Startował w kategoriach 57–62 kg.
Czterokrotny uczestnik mistrzostw świata, trzykrotny medalista, srebro w 1979. Zdobył pięć medali mistrzostw Europy w tym trzy złote, w 1978, 1979 i 1981. Mistrz Uniwersjady w 1977. Mistrz świata juniorów z 1975 roku.
- Turniej w Montreal 1976 – 57 kg

Pokonał Gordona Smitha z Australii, Gigela Anghela z Rumunii, Zbigniewa Żedzickiego i Ramezana Chedera z Iranu, a przegrał z Masao Arai z Japonii i Władimirem Juminem z ZSRR.
- Turniej w Moskwie 1980 – 62 kg

Wygrał z Janem Szymańskim, Kubańczykiem Raúlem Cascaretem, Zoltanem Szalontaim z Węgier, Aurelem Șuteu z Rumunii i Grekiem Jeorjosem Chadziioanidisem. a przegrał z Magomied-Gasanem Abuszewem z ZSRR.